# Sentenac-de-Sérou
Pour les articles homonymes, voir Sentenac.
Sentenac-de-Sérou est une commune française située dans le département de l'Ariège, en région Occitanie. Sur le plan historique et culturel, la commune fait partie du Couserans, pays aux racines gasconnes structuré par le cours du Salat.
Exposée à un climat de montagne, elle est drainée par l'Arize et par divers autres petits cours d'eau. Incluse dans le parc naturel régional des Pyrénées ariégeoises, la commune possède un patrimoine naturel remarquable composé de quatre zones naturelles d'intérêt écologique, faunistique et floristique.
Sentenac-de-Sérou est une commune rurale qui compte 47 habitants en 2022, après avoir connu un pic de population de 564 habitants en 1866. Ses habitants sont appelés les Sentenacois ou Sentenacoises.

## Géographie

### Localisation
La commune de Sentenac-de-Sérou se trouve dans le département de l'Ariège, en région Occitanie.
Elle se situe à 18 km à vol d'oiseau de Foix, préfecture du département, à 20 km de Saint-Girons, sous-préfecture, et à 6 km de La Bastide-de-Sérou, bureau centralisateur du canton du Couserans Est dont dépend la commune depuis 2015 pour les élections départementales.
La commune fait en outre partie du bassin de vie de Foix.
Les communes les plus proches sont : 
Esplas-de-Sérou (1,1 km), Montagagne (1,8 km), Larbont (2,5 km), Nescus (4,2 km), Castelnau-Durban (5,1 km), La Bastide-de-Sérou (5,5 km), Le Bosc (6,3 km), Durban-sur-Arize (6,5 km).
Sur le plan historique et culturel, Sentenac-de-Sérou fait partie du Couserans, pays aux racines gasconnes structuré par le cours du Salat (affluent de la Garonne), que rien ne prédisposait à rejoindre les anciennes dépendances du comté de Foix.
Les communes limitrophes sont  Boussenac, Esplas-de-Sérou, Le Bosc et Montagagne.
|                 |                   | Montagagne |
| Esplas-de-Sérou | Sentenac-de-Sérou |            |
|                 | Boussenac         | Le Bosc    |

Commune des Pyrénées située en versant nord du col de Péguère et de la source de l'Arize, dans le massif de l'Arize. Elle fait partie du parc naturel régional des Pyrénées ariégeoises.

### Géologie et relief
La commune est située dans les Pyrénées, une chaîne montagneuse jeune, érigée durant l'ère tertiaire (il y a 40 millions d'années environ), en même temps que les Alpes. Les terrains affleurants sur le territoire communal sont constitués de roches sédimentaires datant pour certaines du Paléozoïque, une ère géologique qui s'étend de −541 à −252,2 Ma (millions d'années), et pour d'autres du Protérozoïque, le dernier éon du Précambrien sur l’échelle des temps géologiques. La structure détaillée des couches affleurantes est décrite dans la feuille « n°1074 - Saint-Girons » de la carte géologique harmonisée au 1/50 000ème du département de l'Ariège, et sa notice associée.
La superficie cadastrale de la commune publiée par l’Insee, qui sert de références dans toutes les statistiques, est de 13,53 km2,. La superficie géographique, issue de la BD Topo, composante du Référentiel à grande échelle produit par l'IGN, est quant à elle de 13,76 km2. Son relief est particulièrement escarpé puisque la dénivelée maximale atteint 1 123 mètres. L'altitude du territoire varie entre 492 m et 1 615 m.

### Hydrographie

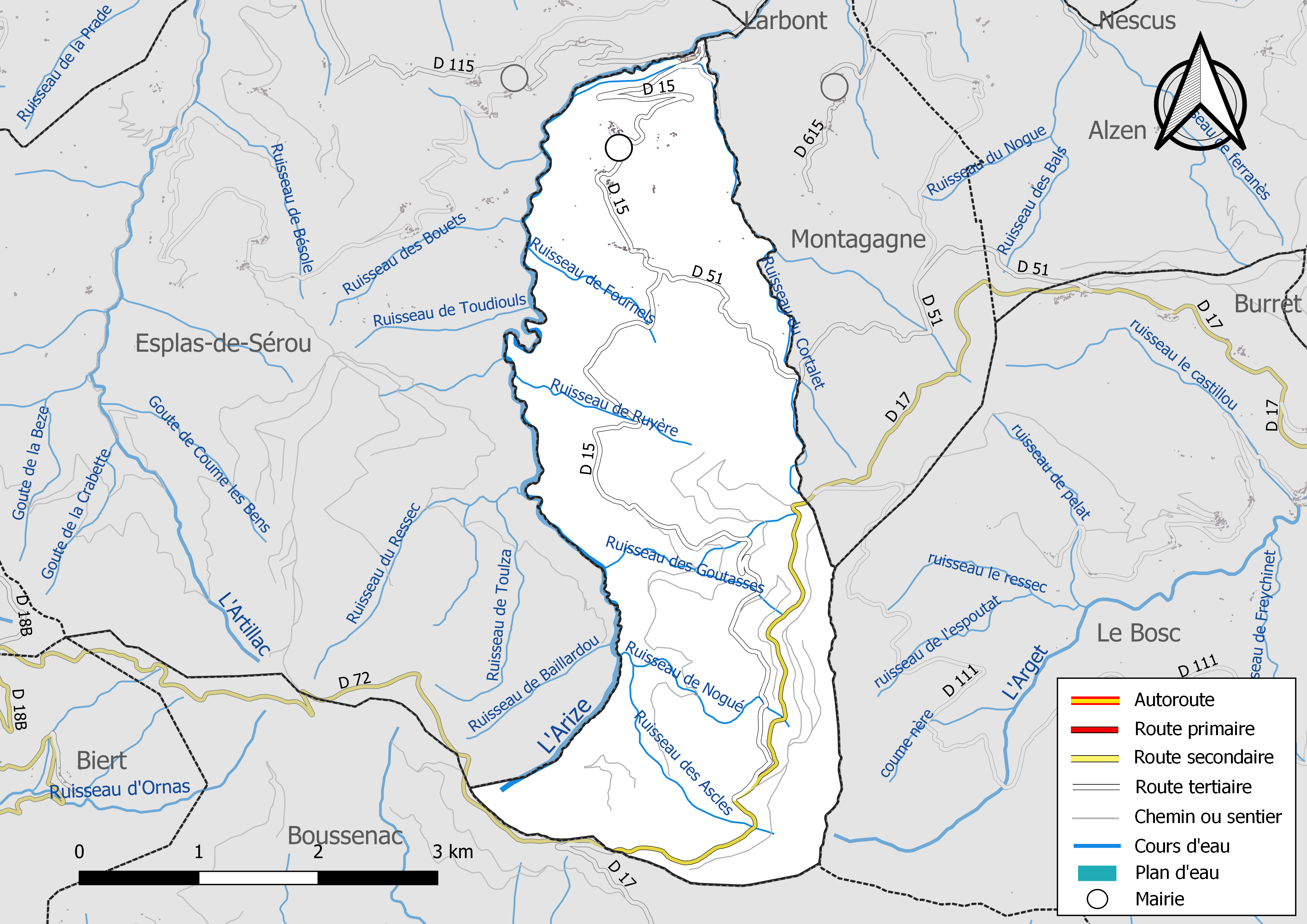
Réseaux hydrographique et routier de Sentenac-de-Sérou.

La commune est dans le bassin versant de la Garonne, au sein du bassin hydrographique Adour-Garonne. Elle est drainée par l'Arize, un bras du Ruisseau des Pommiers, le ruisseau de Fournels, le ruisseau de Laubagne, le ruisseau de Nogué, le ruisseau de Ruyère, le ruisseau des Ascles, le ruisseau des Goutasses, le ruisseau des Pommiers, le ruisseau du Cortalet et par divers petits cours d'eau, constituant un réseau hydrographique de 17 km de longueur totale,.
L'Arize, d'une longueur totale de 83,78 km, prend sa source dans la commune de Sentenac-de-Sérou et s'écoule du sud vers le nord. Elle traverse la commune et se jette dans la Garonne à Carbonne, après avoir traversé 20 communes.

### Climat
Pour des articles plus généraux, voir Climat de l'Occitanie et Climat de l'Ariège.
En 2010, le climat de la commune est de type climat des marges montargnardes, selon une étude s'appuyant sur une série de données couvrant la période 1971-2000. En 2020, Météo-France publie une typologie des climats de la France métropolitaine dans laquelle la commune est exposée à un climat de montagne et est dans la région climatique Pyrénées centrales, caractérisée par une pluviométrie annuelle de 1 000 à 1 200 mm.
Pour la période 1971-2000, la température annuelle moyenne est de 11,2 °C, avec une amplitude thermique annuelle de 14,4 °C. Le cumul annuel moyen de précipitations est de 1 079 mm, avec 10,1 jours de précipitations en janvier et 7,6 jours en juillet. Pour la période 1991-2020, la température moyenne annuelle observée sur la station météorologique la plus proche, située sur la commune de La Bastide-de-Sérou à 6 km à vol d'oiseau, est de 11,9 °C et le cumul annuel moyen de précipitations est de 1 091,0 mm,. Pour l'avenir, les paramètres climatiques de la commune estimés pour 2050 selon différents scénarios d'émission de gaz à effet de serre sont consultables sur un site dédié publié par Météo-France en novembre 2022.

### Milieux naturels et biodiversité

#### Espaces protégés
La protection réglementaire est le mode d’intervention le plus fort pour préserver des espaces naturels remarquables et leur biodiversité associée,.
La commune fait partie du parc naturel régional des Pyrénées ariégeoises, créé en 2009 et d'une superficie de 245 973 ha, qui s'étend sur 138 communes du département. Ce territoire unit les plus hauts sommets aux frontières de l’Andorre et de l’Espagne (la Pique d'Estats, le mont Valier, etc) et les plus hautes vallées des avants-monts, jusqu’aux plissements du Plantaurel.

#### Zones naturelles d'intérêt écologique, faunistique et floristique
L’inventaire des zones naturelles d'intérêt écologique, faunistique et floristique (ZNIEFF) a pour objectif de réaliser une couverture des zones les plus intéressantes sur le plan écologique, essentiellement dans la perspective d’améliorer la connaissance du patrimoine naturel national et de fournir aux différents décideurs un outil d’aide à la prise en compte de l’environnement dans l’aménagement du territoire.
Trois ZNIEFF de type 1 sont recensées sur la commune :
- le « massif de l'Arize, versant nord » (12 354 ha), couvrant 23 communes du département[28] ;
- le « massif de l'Arize, versant sud » (8 013 ha), couvrant 14 communes du département[29],
- le « massif de l'Arize, zone d'altitude » (15 897 ha), couvrant 26 communes du département[30] ;

et une ZNIEFF de type 2, : 
le « massif de l'Arize » (42 110 ha), couvrant 40 communes du département.

Carte des ZNIEFF de type 1 et 2 à Sentenac-de-Sérou.
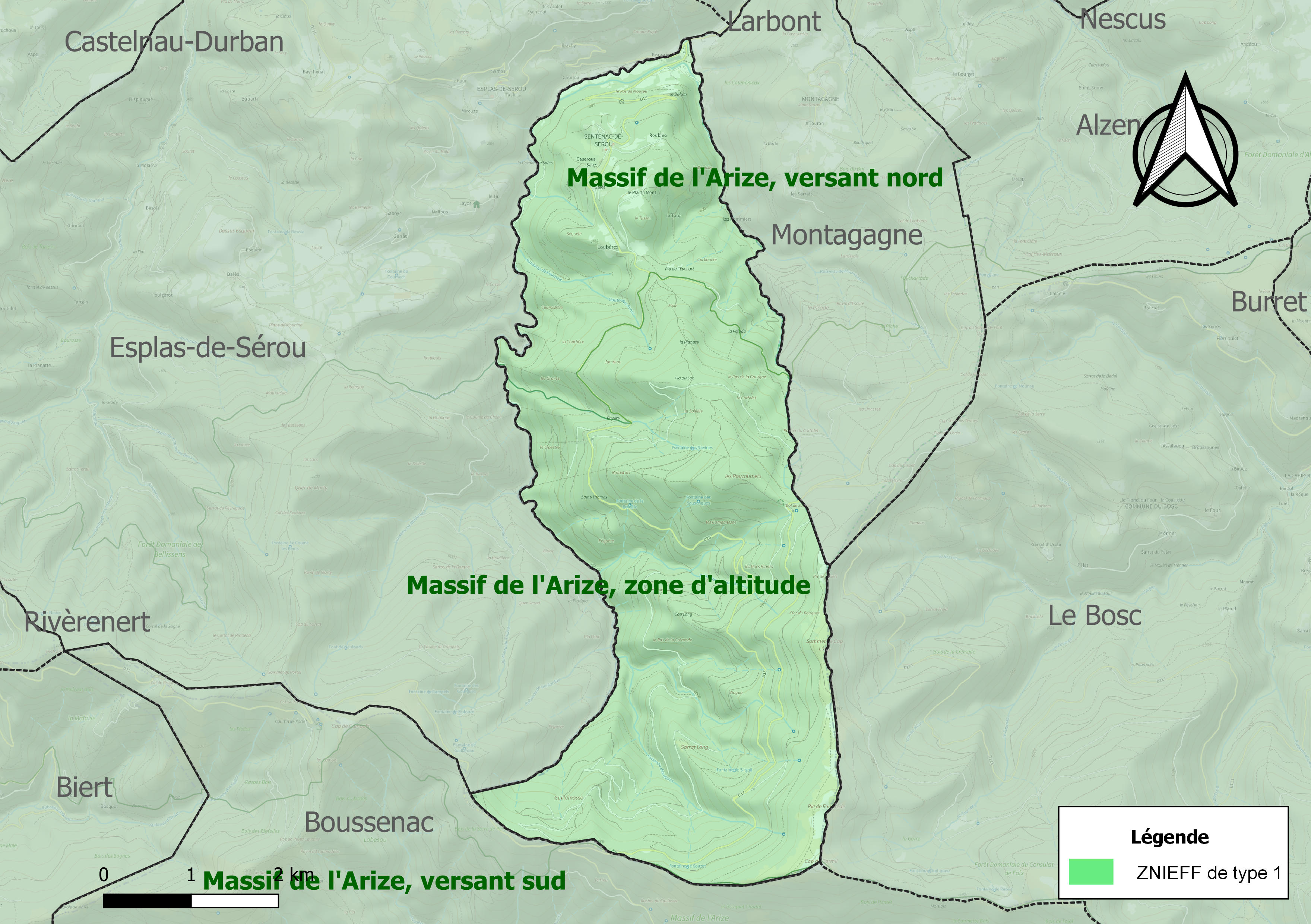
Carte des ZNIEFF de type 1 sur la commune.
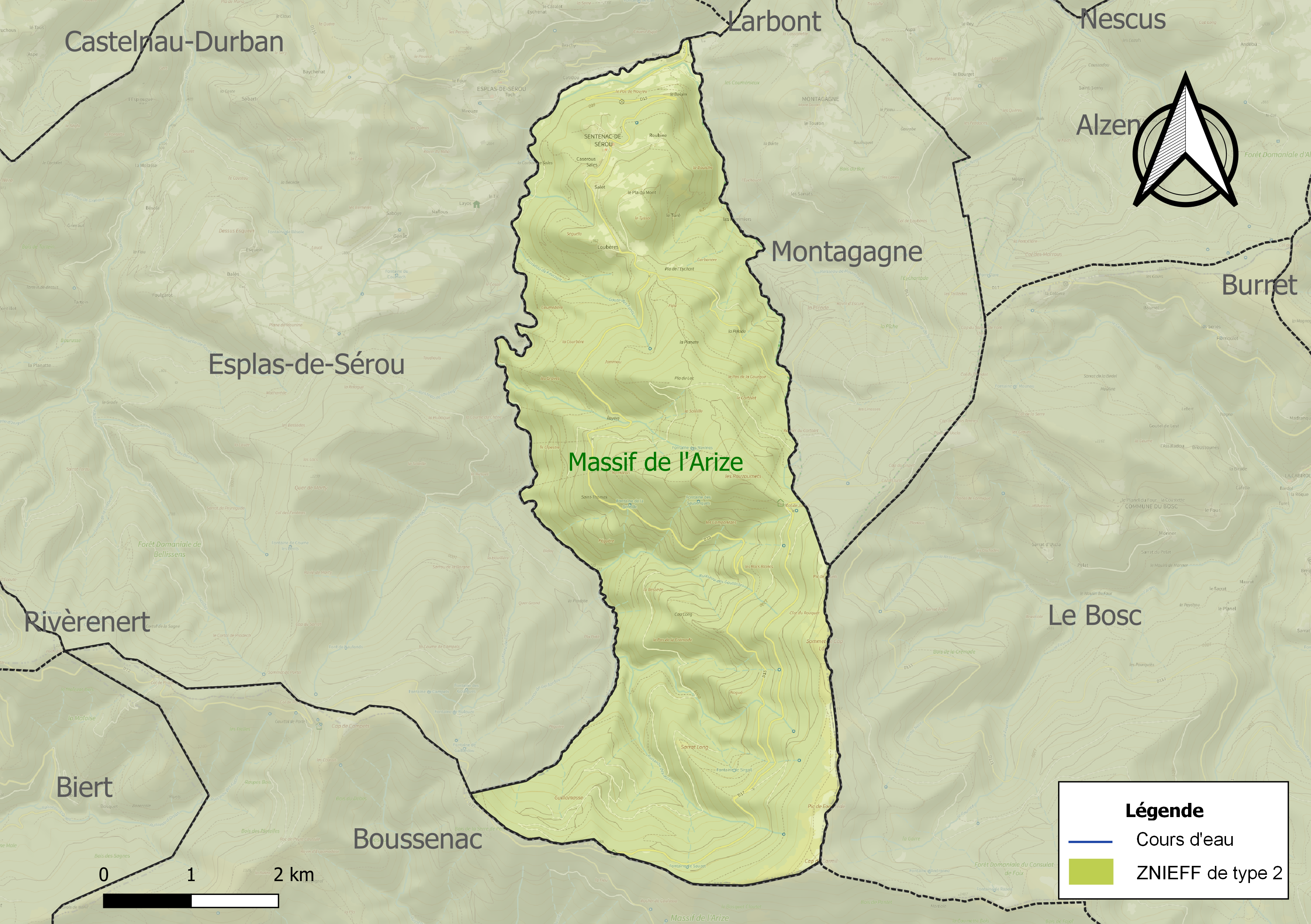
Carte de la ZNIEFF de type 2 sur la commune.

## Urbanisme

### Typologie
Au 1er janvier 2024, Sentenac-de-Sérou est catégorisée commune rurale à habitat très dispersé, selon la nouvelle grille communale de densité à 7 niveaux définie par l'Insee en 2022.
Elle est située hors unité urbaine et hors attraction des villes,.

### Occupation des sols
L'occupation des sols de la commune, telle qu'elle ressort de la base de données européenne d’occupation biophysique des sols Corine Land Cover (CLC), est marquée par l'importance des forêts et milieux semi-naturels (93,6 % en 2018), une proportion identique à celle de 1990 (93,6 %). La répartition détaillée en 2018 est la suivante : 
forêts (87 %), milieux à végétation arbustive et/ou herbacée (6,6 %), zones agricoles hétérogènes (5 %), prairies (1,4 %). L'évolution de l’occupation des sols de la commune et de ses infrastructures peut être observée sur les différentes représentations cartographiques du territoire : la carte de Cassini (XVIIIe siècle), la carte d'état-major (1820-1866) et les cartes ou photos aériennes de l'IGN pour la période actuelle (1950 à aujourd'hui).

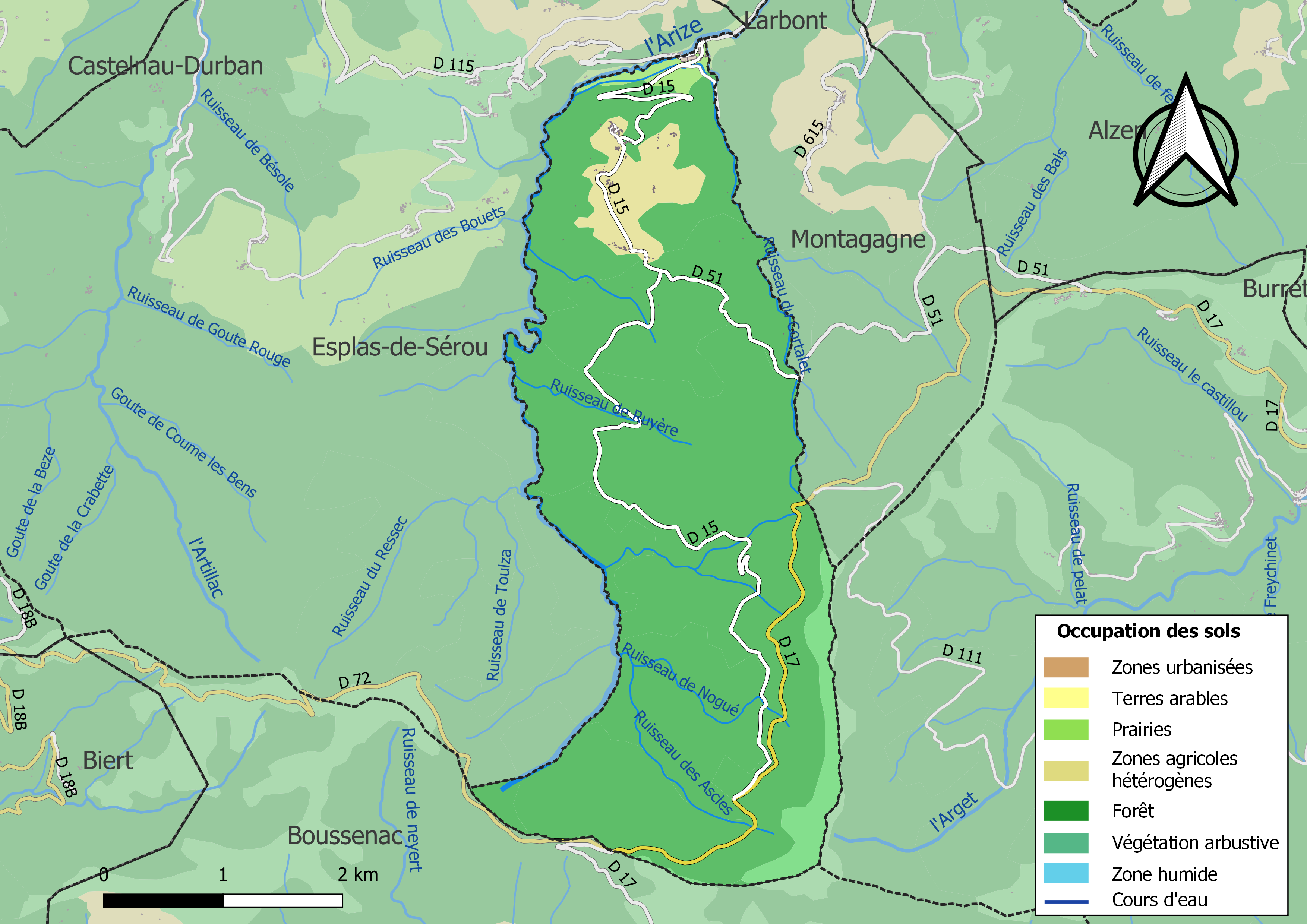
Carte des infrastructures et de l'occupation des sols de la commune en 2018 (CLC).

### Hameaux
Caplong, Cazaroux, Estaniels, le Turé, Lapelade, Loubères, Roubine, Saint-Thomas, Salet, Salles...

### Habitat et logement
En 2018, le nombre total de logements dans la commune était de 52, alors qu'il était de 55 en 2013 et de 53 en 2008.
Parmi ces logements, 48 % étaient des résidences principales, 52 % des résidences secondaires et 0 % des logements vacants. Ces logements étaient pour 98 % d'entre eux des maisons individuelles et pour 2 % des appartements.
Le tableau ci-dessous présente la typologie des logements à Sentenac-de-Sérou en 2018 en comparaison avec celle de l'Ariège et de la France entière. Une caractéristique marquante du parc de logements est ainsi une proportion de résidences secondaires et logements occasionnels (52 %) supérieure à celle du département (24,6 %) et à celle de la France entière (9,7 %). Concernant le statut d'occupation de ces logements, 62,5 % des habitants de la commune sont propriétaires de leur logement (75 % en 2013), contre 66,3 % pour l'Ariège et 57,5 % pour la France entière.
| Typologie                                               | Sentenac-de-Sérou | Ariège | France entière |
| ------------------------------------------------------- | ----------------- | ------ | -------------- |
| Résidences principales (en %)                           | 48                | 65,7   | 82,1           |
| Résidences secondaires et logements occasionnels (en %) | 52                | 24,6   | 9,7            |
| Logements vacants (en %)                                | 0                 | 9,7    | 8,2            |

### Risques majeurs
Le territoire de la commune de Sentenac-de-Sérou est vulnérable à différents aléas naturels : inondations, climatiques (grand froid ou canicule), feux de forêts, mouvements de terrains, avalanche  et séisme (sismicité modérée). Il est également exposé à un risque particulier, le risque radon,.

#### Risques naturels

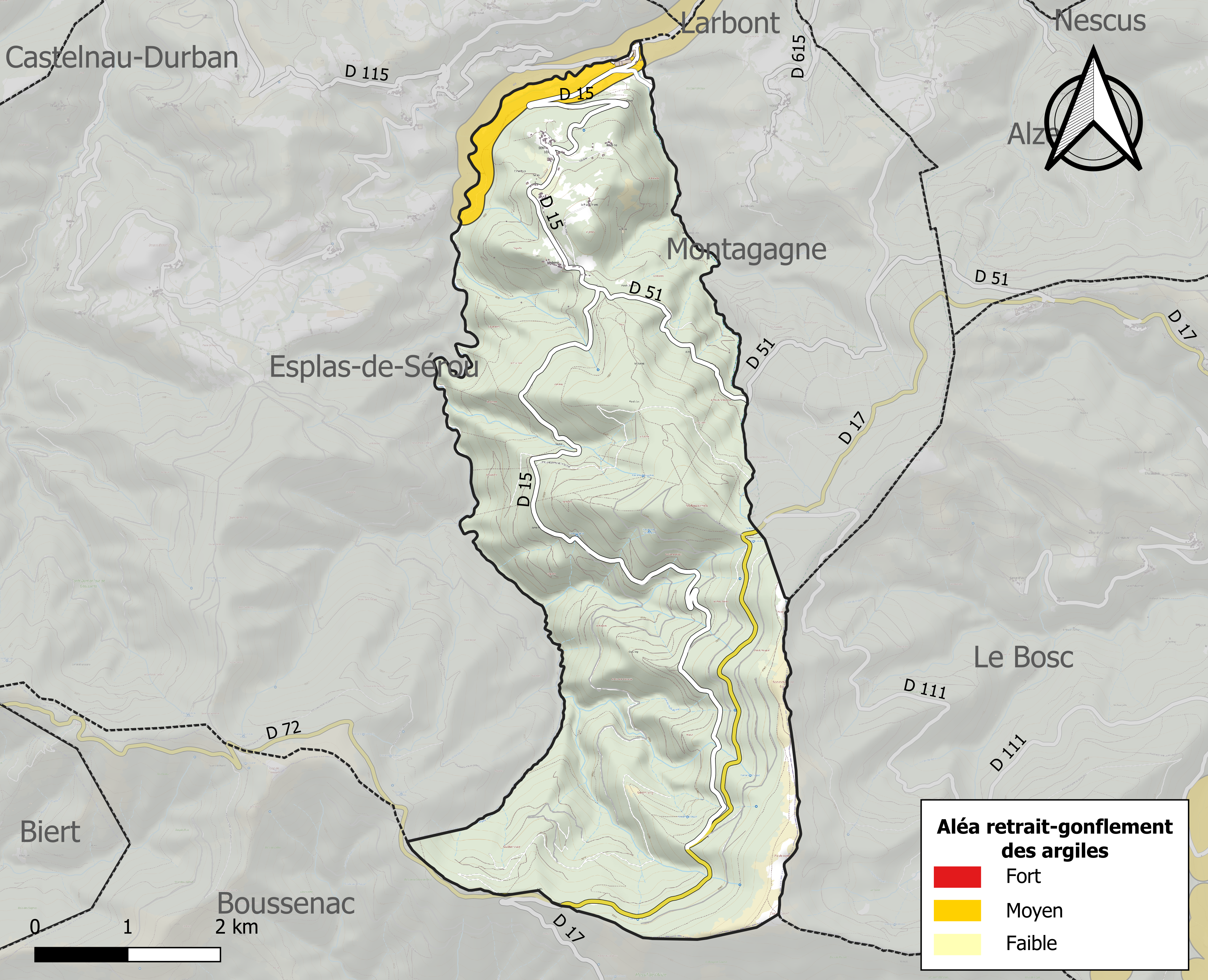
Zonage de l'aléa retrait-gonflement des argiles sur la commune de Sentenac-de-Sérou.

Certaines parties du territoire communal sont susceptibles d’être affectées par le risque d’inondation par débordement, crue torrentielle d'un cours d'eau, ou ruissellement d'un versant.
Les mouvements de terrains susceptibles de se produire sur la commune sont soit des chutes de blocs, soit des glissements de terrains, soit des effondrements liés à des cavités souterraines, soit des mouvements liés au retrait-gonflement des argiles. Près de 50 % de la superficie du département est concernée par l'aléa retrait-gonflement des argiles, dont la commune de Sentenac-de-Sérou. L'inventaire national des cavités souterraines permet par ailleurs de localiser celles situées sur la commune.

#### Risque particulier
Dans plusieurs parties du territoire national, le radon, accumulé dans certains logements ou autres locaux, peut constituer une source significative d’exposition de la population aux rayonnements ionisants. Toutes les communes du département sont concernées par le risque radon à un niveau plus ou moins élevé. Selon la classification de 2018, la commune de Sentenac-de-Sérou est classée en zone 3, à savoir zone à potentiel radon significatif.

## Histoire
Le 29 avril 1964, parti de la  base de Francazal pour une mission d'entrainement, un avion de transport militaire Noratlas percute le pic de Jouels (1 421 m), sur la commune. Aucun survivant parmi les cinq membres d'équipage.

## Politique et administration

### Découpage territorial
La commune de Sentenac-de-Sérou est membre de la communauté de communes Couserans-Pyrénées, un établissement public de coopération intercommunale (EPCI) à fiscalité propre créé le 18 novembre 2016 dont le siège est à Saint-Lizier. Ce dernier est par ailleurs membre d'autres groupements intercommunaux.
Sur le plan administratif, elle est rattachée à l'arrondissement de Saint-Girons, au département de l'Ariège, en tant que circonscription administrative de l'État, et à la région Occitanie.
Sur le plan électoral, elle dépend du canton du Couserans Est pour l'élection des conseillers départementaux, depuis le redécoupage cantonal de 2014 entré en vigueur en 2015, et de la première circonscription de l'Ariège  pour les élections législatives, depuis le redécoupage électoral de 1986.

### Liste des maires
| Période                                  | Période  | Identité         | Étiquette | Qualité                    |
| ---------------------------------------- | -------- | ---------------- | --------- | -------------------------- |
| mars 2001                                | mai 2020 | Roland Teychenne |           | Retraité Fonction publique |
| mai 2020                                 | en cours | Anaïs Teychenné  |           | Technicienne               |
| Les données manquantes sont à compléter. |          |                  |           |                            |

## Démographie
L'évolution du nombre d'habitants est connue à travers les recensements de la population effectués dans la commune depuis 1793. Pour les communes de moins de 10 000 habitants, une enquête de recensement portant sur toute la population est réalisée tous les cinq ans, les populations de référence des années intermédiaires étant quant à elles estimées par interpolation ou extrapolation. Pour la commune, le premier recensement exhaustif entrant dans le cadre du nouveau dispositif a été réalisé en 2007.

En 2022, la commune comptait 47 habitants, en stagnation par rapport à 2016 (Ariège : +1,48 %, France hors Mayotte : +2,11 %).
| 1793 | 1800 | 1806 | 1821 | 1831 | 1836 | 1841 | 1846 | 1851 |
| ---- | ---- | ---- | ---- | ---- | ---- | ---- | ---- | ---- |
| 391  | 152  | 465  | 476  | 495  | 514  | 537  | 537  | 508  |

| 1856 | 1861 | 1866 | 1872 | 1876 | 1881 | 1886 | 1891 | 1896 |
| ---- | ---- | ---- | ---- | ---- | ---- | ---- | ---- | ---- |
| 389  | 466  | 564  | 401  | 440  | 425  | 384  | 358  | 318  |

| 1901 | 1906 | 1911 | 1921 | 1926 | 1931 | 1936 | 1946 | 1954 |
| ---- | ---- | ---- | ---- | ---- | ---- | ---- | ---- | ---- |
| 291  | 250  | 262  | 166  | 155  | 131  | 121  | 104  | 84   |

| 1962 | 1968 | 1975 | 1982 | 1990 | 1999 | 2006 | 2007 | 2012 |
| ---- | ---- | ---- | ---- | ---- | ---- | ---- | ---- | ---- |
| 42   | 22   | 37   | 40   | 25   | 41   | 35   | 35   | 36   |

| 2017 | 2022 | - | - | - | - | - | - | - |
| ---- | ---- | - | - | - | - | - | - | - |
| 52   | 47   | - | - | - | - | - | - | - |

## Économie

### Emploi
| Division       | 2008   | 2013   | 2018   |
| -------------- | ------ | ------ | ------ |
| Commune        | 20,7 % | 30,8 % | 28,1 % |
| Département    | 8,9 %  | 11,1 % | 11,2 % |
| France entière | 8,3 %  | 10 %   | 10 %   |

En 2018, la population âgée de 15 à 64 ans s'élève à 33 personnes, parmi lesquelles on compte 81,3 % d'actifs (53,1 % ayant un emploi et 28,1 % de chômeurs) et 18,8 % d'inactifs,. Depuis 2008, le taux de chômage communal (au sens du recensement) des 15-64 ans est supérieur à celui de la France et du département.
La commune est hors attraction des villes,. Elle compte 7 emplois en 2018, contre 5 en 2013 et 9 en 2008. Le nombre d'actifs ayant un emploi résidant dans la commune est de 18, soit un indicateur de concentration d'emploi de 40,7 % et un taux d'activité parmi les 15 ans ou plus de 61,9 %.
Sur ces 18 actifs de 15 ans ou plus ayant un emploi, 5 travaillent dans la commune, soit 29 % des habitants. Pour se rendre au travail, 58,8 % des habitants utilisent un véhicule personnel ou de fonction à quatre roues, 17,7 % s'y rendent en deux-roues, à vélo ou à pied et 23,5 % n'ont pas besoin de transport (travail au domicile).

### Activités hors agriculture
3 établissements sont implantés  à Sentenac-de-Sérou au 31 décembre 2019.
Le secteur du commerce de gros et de détail, des transports, de l'hébergement et de la restauration est prépondérant sur la commune puisqu'il représente 66,7 % du nombre total d'établissements de la commune (2 sur les 3 entreprises implantées  à Sentenac-de-Sérou), contre 27,5 % au niveau départemental.

### Agriculture
|                                   | 1988 | 2000 | 2010 |
| --------------------------------- | ---- | ---- | ---- |
| Exploitations                     | 4    | 3    | 1    |
| Superficie agricole utilisée (ha) | 123  | 96   | 23   |

La commune fait partie de la petite région agricole dénommée « Région sous-pyrénéenne ». En 2010, l'orientation technico-économique de l'agriculture  sur la commune est l'élevage d'herbivores hors bovins, caprins et porcins. Une seule  exploitation agricole ayant son siège dans la commune est recensée lors du recensement agricole de 2010 (quatre en 1988). La superficie agricole utilisée est de 23 ha.

## Culture locale et patrimoine

### Lieux et monuments
- Sur la crête du massif de l'Arize, la Tour Laffont est une tour de guet des comtes de Foix, puis relais de chasse. Le dôme qui la recouvrait a été détruit par la foudre. C'est un site naturel classé depuis le 28 mars 1958. L'endroit est fréquenté en hiver par les amateurs de ski de fond et toute l'année pour son panorama.
- Église de la Nativité-de-la-Vierge, restaurée au XIXe siècle.
- Le col de Péguère (1 375 m), en limite sud de la commune et partagé avec Boussenac, doit sa réputation récente au Tour de France qui le qualifie de Mur de Péguère dès 2012.